# MIM-104 Patriot
För andra betydelser, se Patriot (olika betydelser).
MIM-104 Patriot är en amerikansk luftvärnsrobot, som tillverkas av RTX. Den utgör den huvudsakliga luftvärnsbeväpningen i USA:s armé och används av många fler nationer. Patriot ersatte roboten MIM-14 Nike-Hercules som USA:s huvudsakliga High to Medium Air Defense (HIMAD) och Hawk som USA:s medeldistans taktiska luftvärnsplattform. Även om det inte ingick i den ursprungliga specifikationen, har Patriot också fått en roll som antiballistisk robot, vilket idag utgör dess huvudsakliga uppgift, då amerikanska soldater förväntas strida under skydd av oinskränkt luftherravälde.
Utöver roboten består systemet av en AN/MPQ-53 och AN/MPQ-65 radar som söker efter och följer fientliga plan och robotar, en datoriserad och AN/MSQ-104 nätverksuppkopplad stridsledningscentral, samt fordon och ramper.
Patriot utvecklades vid Redstonearsenalen i Huntsville, Alabama, liksom ett stort antal andra amerikanska robotar, och har sålts bland annat till Egypten, Grekland, Israel, Japan, Kuwait, Nederländerna, Saudiarabien, Spanien, Sverige, Taiwan och Tyskland. Sedan Nordkorea provsprängt kärnvapen, samt provskjutit ballistiska robotar, har också Sydkorea uttryckt ett intresse att köpa systemet.
Den sjunde november 2017 tillkännagav den svenska regeringen att Sverige skulle köpa in ett antal system till försvarsmakten, vilka togs i operativt bruk i december 2021 under beteckningen luftvärnssystem 103.

## Etymologi
MIM-104 är en förkortning för engelska: Mobile Interceptor Missile 104: "mobil genskjutningsrobot 104", medan Patriot är en akronym för Phased Array Tracking Radar to Intercept On Target: ungefär "fasstyrd följeradar till genskjutning på målet".

## Varianter

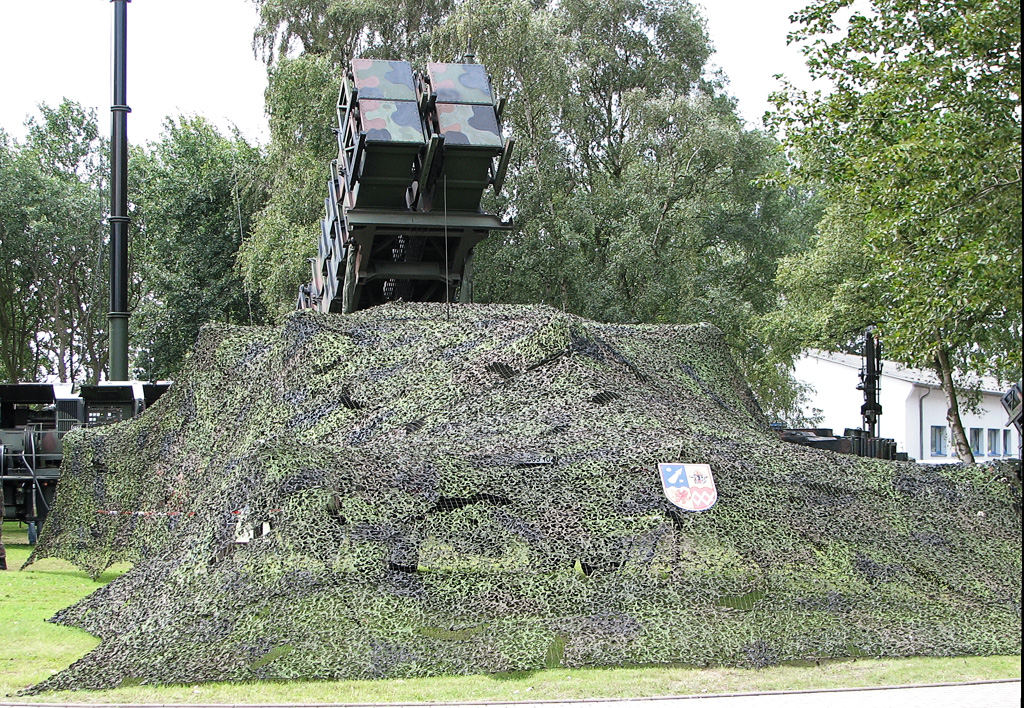
Tyskt Patriotsystem med kamouflage

Den ursprungliga patriotroboten har uppgraderats i omgångar. Uppgraderingarna kallas PAC, Patriot Advanced Capability.

### PAC-1
Detta var främst en uppgradering av mjukvaran, så att radarutrustningen höjde sin sökvinkel, för att kunna upptäcka ballistiska robotar. Radarn gavs också en möjlighet att få systemet att attackera flygplan med elektroniska störsändare.

### PAC-2
Denna uppgradering gjordes för att ytterligare förbättra systemets antiballistiska funktion och blev klar precis före Kuwaitkriget. Modifierade robotar skickades skyndsamt ut till både USA:s armé och Israel. Uppgraderingen innebar att radarn modifierades ytterligare, samt att stridsdelen i roboten gavs större splitterfragment. Dessa ökades från 2 till 45 gram.
Under 1990-talet och 2000-talet har PAC-2 roboten uppgraderats i ytterligare fyra små omgångar.
PAC-1 och PAC-2 använder AN/MPQ-53-radarn.

### PAC-3
PAC-3 innebar en fullständig uppgradering av hela systemet i alla dess delar. En ny radar, AN/MPQ-65, ersätter den gamla, och robotarna har gjorts om påtagligt. Stridsledningssystemet har fått nätverksegenskaper. Roboten har optimerats för antiballistisk användning. Detta innebär att man behåller PAC-2 för skydd mot flygplan, UAV:er och kryssningsrobotar. Roboten har också gjorts mindre, så att varje kanister nu innehåller fyra enheter, mot tidigare en enda. Stridsladdningen har minskat, då man förväntas träffa målet rakt på med kinetisk energi. Roboten styr också sig själv mot målet under slutfasen.

### PAAC-4
I augusti 2013 började Rafael Advanced Defense Systems söka finansiering för Patriot Advanced Affordable Capability-4 (PAAC-4), vilket är ett fjärde generationen av systemet. Syftet till det nya systemet är att integrera roboten "Stunner" från David's Sling Missile System, ett amerikanskt-israeliskt projekt, tillsammans med radar, robottuberna och kontrollstationen från PAC-3. Roboten är en tvåstegs flerfunktionssökande, och ersätter då den radarstyrda PAC-3 roboten. Ett uppdaterat system beräknas erbjuda förbättrad operativ prestanda till 20 % lägre enhetskostnad jämfört med PAC-3.

### Framtida uppgraderingar
Under 2008 kommer en modifierad version av PAC-3, PDB-6, att tas i bruk, vilken förväntas ha bättre motor och styregenskaper för att kunna användas mot alla slags mål, inklusive helikoptrar och bärare av anti-radarrobotar. Polen beställer 2016 patriot system  med billigare skyceptor robotar för pac-3. Köpet måste först godkännas av USA. Skyceptor är en variant av Stunner missilen, som utvecklades i Israel för deras David's Sling system.

## Stridshistorik
Under Kuwaitkriget rapporterade nyheterna mycket om irakiska Scud- och Al Hussein-robotar som avlossades mot både Israel och Saudi-Arabien. Effektiviteten hos Patriot mot dessa är hemligstämplad och föremål för drastiskt skiljaktiga bedömningar. Inledande rapporter om stora framgångar har visat sig vara överdrivna och propagandistiska.
Ett tillfälle då systemet inte fungerade innebar att 28 amerikanska soldater dödades då deras militärläger i Zahran i Saudiarabien träffades av en Scud-robot. Detta berodde på att radarn, som skickade data till Patriotramperna, innehöll en bugg. Buggen berodde på ett avrundningsfel när systemklockan, som representeras av heltal, skulle beräknas som ett flyttal i datorn. Detta gjorde att felet i klockberäkningen var proportionellt mot tiden som systemet hade varit i gång. När systemet hade varit igång i cirka 100 timmar, vilket var fallet vid detta tillfälle, innebar detta en osäkerhet i klockan på drygt en tredjedels sekund. Eftersom en Scud-robot flyger i omkring 6000 km/h (1680 m/s), låg radarns avsökningsområde fel på ungefär 600 meter, vilket gjorde att radarn inte såg roboten vid nästa skanning och misstog den för ett annat objekt. Det gjorde att Scud-roboten inte gensköts utan i stället träffade sitt mål.
Under USA:s invasion av Irak 2003 sköt systemet ner samtliga irakiska ballistiska missiler, men sköt även ner två flygplan ur den egna koalitionen och målsökte ett tredje flygplan.

## Användare
Nuvarande användare:
 Tyskland
- Tysklands flygvapen
  - Flugabwehrraketengeschwader 1

 Grekland
- Flygvapnet–Hellenic Armed Forces
  - 350 Guided Missiles Wing

 Israel
- Israels flygvapen

Användare år 2023 av MIM-104 markerade i blått
och potentiella användare i violett.

  - Israeli Air Defense Command (GEM+ "Yahalom")[7] – Ska ersättas av David's Sling[8]

 Japan
- Japans självförsvarsstyrkor

| - - Air Defense Missile Training Unit (PAC-2 & PAC-3) - 1. luftvärnsrobotgruppen (PAC-2 & PAC-3) - 2. luftvärnsrobotgruppen (PAC-2 & PAC-3) - 3. luftvärnsrobotgruppen (PAC-2 & PAC-3) | - - 4. luftvärnsrobotgruppen (PAC-2 & PAC-3) - 5. luftvärnsrobotgruppen (PAC-2 & PAC-3) - 6. luftvärnsrobotgruppen (PAC-2 & PAC-3) |

 Kuwait
- Kuwaits flygvapen

I augusti 2010 meddelade amerikanska myndigheter att Kuwait beslutat att köpa 209 MIM-104E PAC-2. I augusti 2012 köpte Kuwait 60 MIM-104F PAC-3, tillsammans med fyra radarstationer och 20 robotramper.
 Jordanien
- Jordaniens försvarsmakt
- Jordanien har fyra batterier som är anskaffade begagnade från Tyskland.[11] Batterierna har varit grupperade i Irbid längs gränsen till Syrien som en markering för att avvärja eventuella robotattacker från Syrien på grund av syriska inbördeskriget.[12]

 Nederländerna
- Nederländernas försvarsmakt
  - 802 skvadronen (PAC-2 & PAC-3)

 Qatar
- Qatars försvarsmakt
- I november 2012 meddelades att Qatar skulle köpa 246 MIM-104E GEM-T och 786 PAC-3 med tillhörande utrustning.[13]

 Saudiarabien
- The Royal Saudi Strategic Missile Force

 Sverige
- Patriot finns på LV6 i Halmstad och ingår i 61 och 62 Luftvärnsbataljonerna tillsammans med RBS98 (IRIS-T SLS).

 Sydkorea
- Sydkoreanska flygvapnet (PAC-2, 2016 PAC-3 Change)
  - 1. luftvärnsartilleribrigaden
  - 2. luftvärnsartilleribrigaden

 Spanien
- Spanska armén
  - Regimiento de Artillería antiaérea 74

 Taiwan
- Taiwans försvarsmakt, GHQ Missile Command

 Förenade arabemiraten
- Förenade Arabemiratens försvarsmakt

I december 2008 meddelades att Förenade Arabemiraten skulle köpa PAC-3 tillsammans med 288 robotar och 216 GEM-T robotar. Affären var en del i Förenade Arabemiratens militära upprustning, som bland annat innehållit inköp av nya stridsflygplan.
 USA
Amerikanska armén har totalt 1106 lavetter, av vilka 483 var i tjänst år 2010.
- USA:s armé[17]

| - - 11. luftvärnsartilleribrigaden - 1. bataljonen, 43. luftvärnsartilleriregementet - 2. bataljonen, 43. luftvärnsartilleriregementet - 3. bataljonen, 43. luftvärnsartilleriregementet - 5. bataljonen, 52. luftvärnsartilleriregementet - 31. luftvärnsartilleribrigaden - 3. bataljonen, 2. luftvärnsartilleriregementet - 4. bataljonen, 3. luftvärnsartilleriregementet - 69. luftvärnsartilleribrigaden - 4. bataljonen, 5. luftvärnsartilleriregementet - 1. bataljonen, 44. luftvärnsartilleriregementet - 1. bataljonen, 62. luftvärnsartilleriregementet | - - 108. luftvärnsartilleribrigaden - 1. bataljonen, 7. luftvärnsartilleriregementet - 3. bataljonen, 4. luftvärnsartilleriregementet - 35. luftvärnsartilleribrigaden, 8. armén - 2. bataljonen, 1. luftvärnsartilleriregementet - 1. bataljonen, 1. luftvärnsartilleriregementet - 6. bataljonen, 52. luftvärnsartilleriregementet - 5. bataljonen, 7. luftvärnsartilleriregementet - 3. bataljonen, 6. luftvärnsartilleriregementet |

 Rumänien 
 Ukraina
- Ukrainas försvarsmakt
- I december 2022 meddelade USA att de skulle skicka en PAC-3 batteri till Ukraina.[19] I januari 2023 meddelade Tyskland att även de skulle skicka en batteri till Ukraina.[20]

## Användning i Sverige
I den parlamentariska luftförsvarsutredningen 2040 angav kommittén bland annat att ett luftvärnssystem med en förmåga mot luftmål på större avstånd än i dag var av prioritet. År 2016 framkom det att amerikanska MIM-104 Patriot samt franska SAMP/T Aster var två alternativ som övervägdes. Inför försvarsmaktsövningen Aurora 17, bjöds både Frankrike samt USA in till övningen för att öva och förevisa de två systemen.[källa behövs] Den 10 juli 2017 framkom det i media att den svenska regeringen förordade det amerikanska luftvärnsrobotsystemet MIM-104 Patriot, medan Försvarets materielverk förordar det franska systemet. Bland annat menade FMV att det franska systemet var 30–40 procent billigare sett över en livscykel jämfört med det amerikanska. Totalt omfattar affären ett värde på drygt 10 miljarder kronor, där kritiker menar att den avgörs på politik och inte efter prestanda och ekonomi. Den 7 november 2017 meddelade Regeringen Löfven I att man gett Försvarets materielverk (FMV) i uppdrag att skicka en anbudsförfrågan, ett så kallat ”Letter of Request for a government-to-government Letter of Offer and Acceptance”, till amerikanska staten och därmed inleda förhandlingar om en anskaffning av luftvärnssystemet. När beslutet tillkännagavs gick försvarsmakten ut med ett förordade sv Patriot efter att ha genomfört en militärstrategisk analys av hotbild, kravställning, ekonomi, leveranssäkerhet, vidmakthållande samt prioriteringar och ambitioner avseende internationellt samarbete. Regeringen kom under 2018 ta slutlig ställning till anskaffningen till luftvärnssystemet, vilket enligt försvarsbeslutet 2015 ska påbörjats levereras 2020 och vara slutlevererat senast 2025. Då ska systemet ha tillförts två luftvärnsbataljoner. Den 2 augusti 2018 gav regeringen FMV bemyndigande att ingå avtal med amerikanska myndigheter om köp av luftvärnssystem. Den 10 augusti 2018 undertecknade FMV ett avtal med amerikanska myndigheter om köp av luftvärnssystemet. Undertecknandet gjordes på den amerikanska ambassaden i Stockholm av generallöjtnant Johan Svensson vid försvarsmakten, Generaldirektör Göran Mårtensson vid FMV och Chargé d’affaires David E. Lindwall vid amerikanska ambassaden. Totalt omfattar affären robotar, teknisk utrustning och reservdelar till fyra eldenheter, där varje eldenhet består av en ledningsplats, ett elverk, en radar samt tre lavetter. FMV har kalkylerat att det behövs cirka 60 lastbilar till luftvärnssystemet, vilka antagligen kommer köpas ifrån Rheinmetall MAN Military Vehicles (RMMV). Huvuddelen av systemet kommer att levereras till FMV under åren 2021–2022 och få systembeteckningen luftvärnssystem 103.
I maj 2021 överlämnade Försvarets materielverk till försvarsmakten de första fordonen avsedda för luftvärnssystem 103. Totalt har 40 olika fordon anskaffats i tre olika utföranden, flakbilar, dragbilar och kranbilar, vilka levererades i omgångar under 2021. Fordonen är baserade på Rheinmetall MAN Military Vehicles plattform och tillverkade i Österrike. I maj 2021 levererades de första robotarna från den amerikanska leverantören Lockheed Martin. I december 2022 överlämnade den fjärde och sista eldenheten i luftvärnssystemet till försvarsmakten. I de fyra eldenheterna ingår även stridsledningscentral, spanings- och eldledningsradar, elverk och lavetter. Till materielen hör även fordon som bär de olika komponenterna och de två typer av robotar som systemet avfyrar.

## Galleri

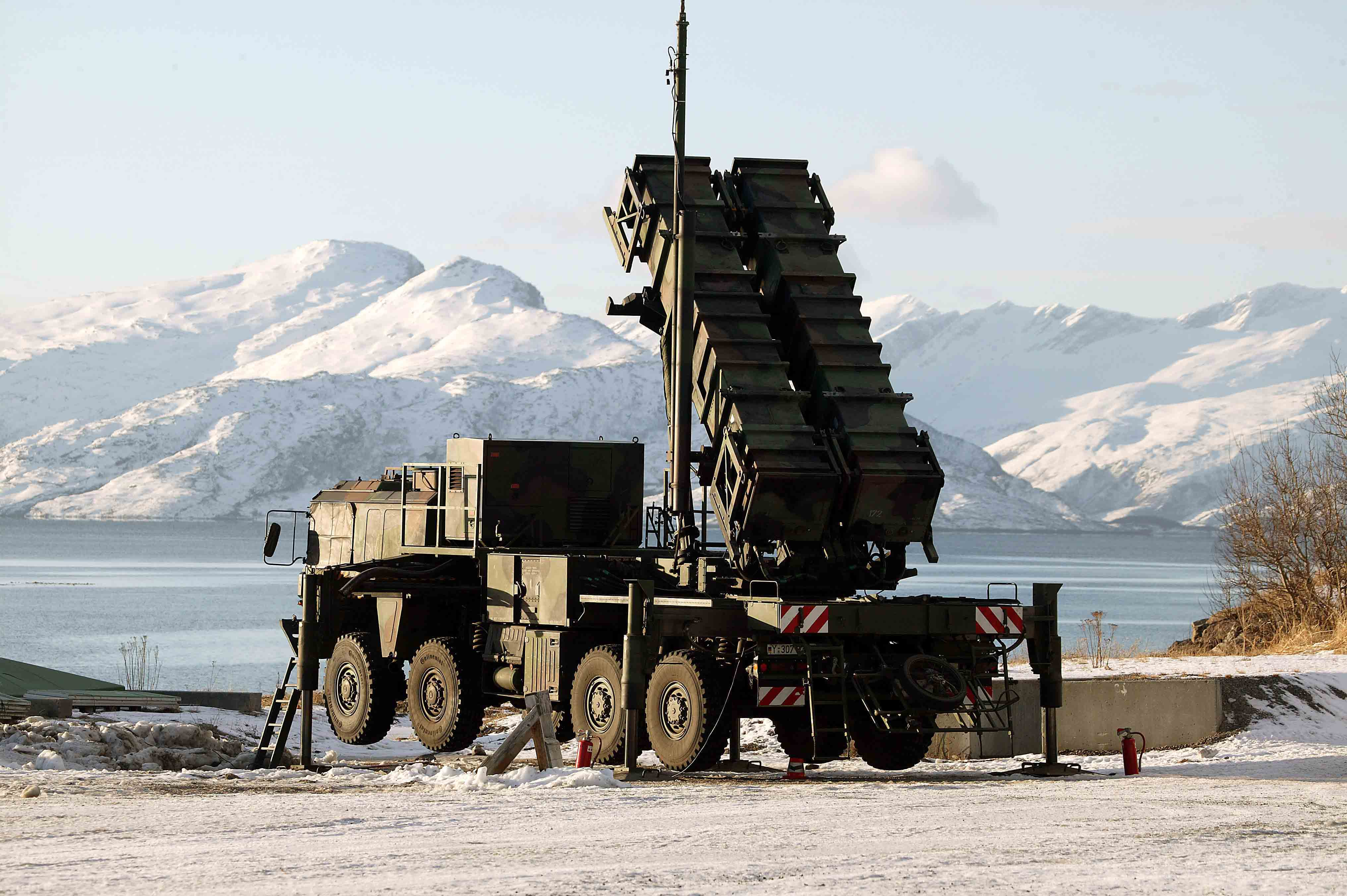
Patriot i tysk tjänst
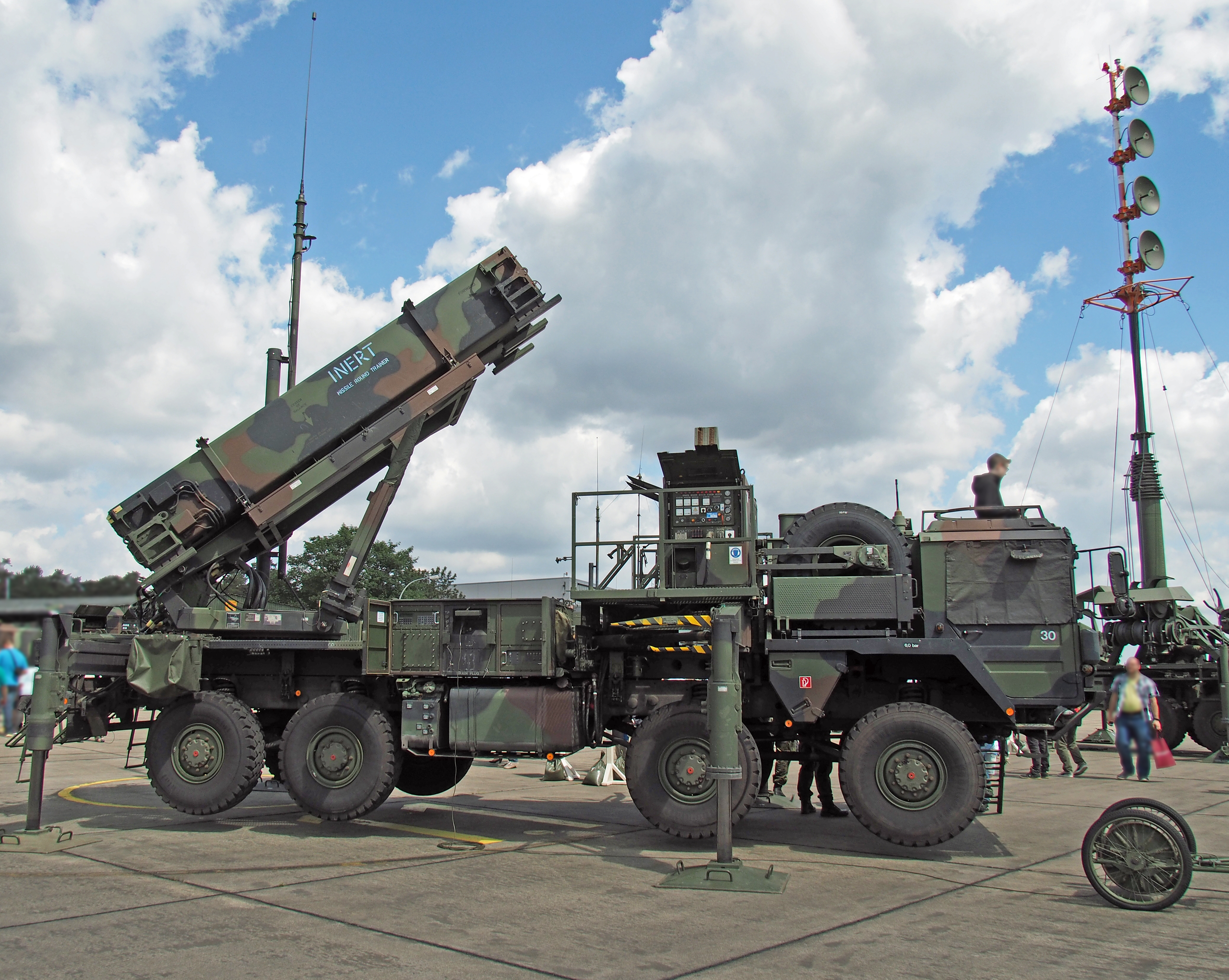
Patriot i tysk tjänst
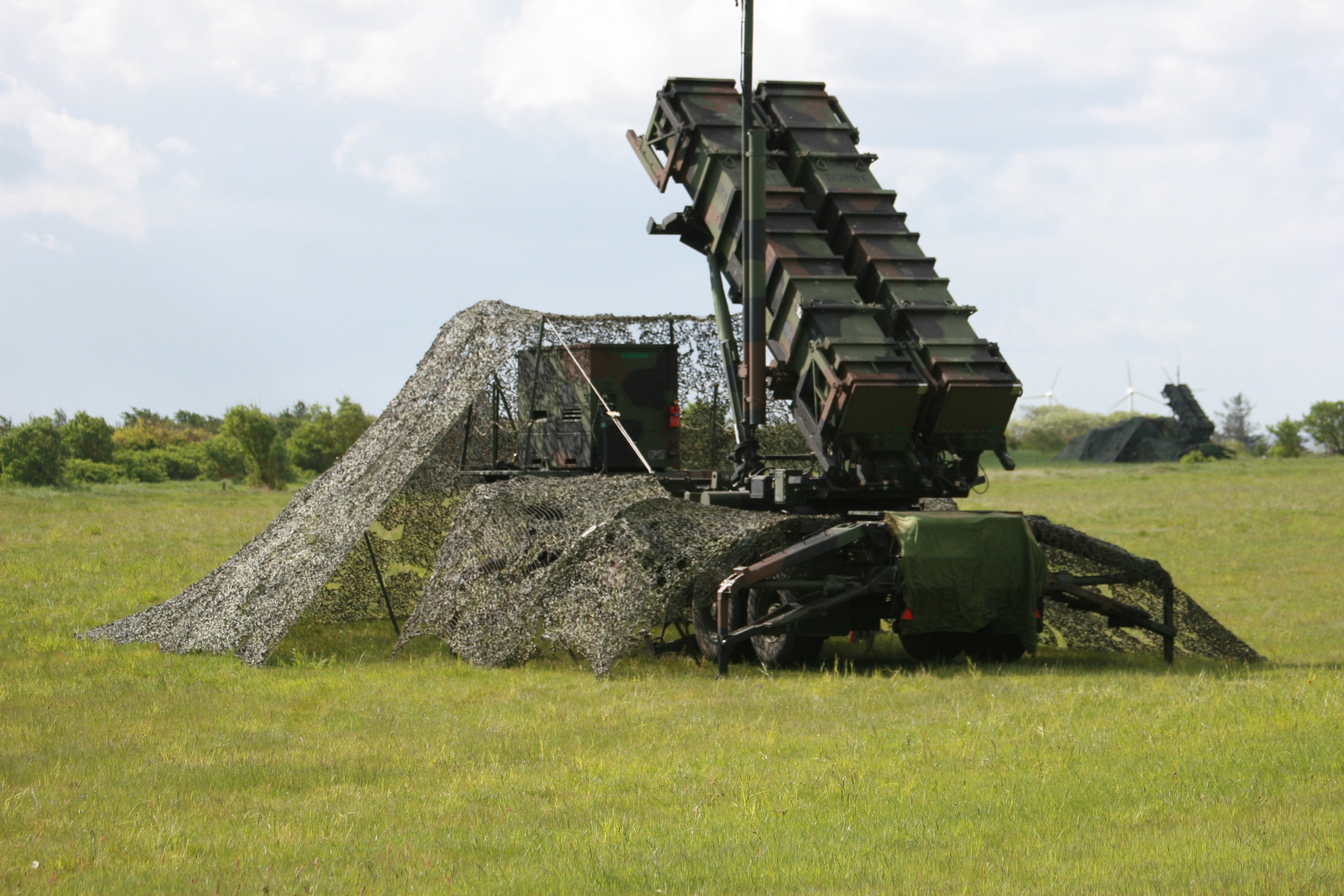
Patriot PAC-2 i nederländsk tjänst
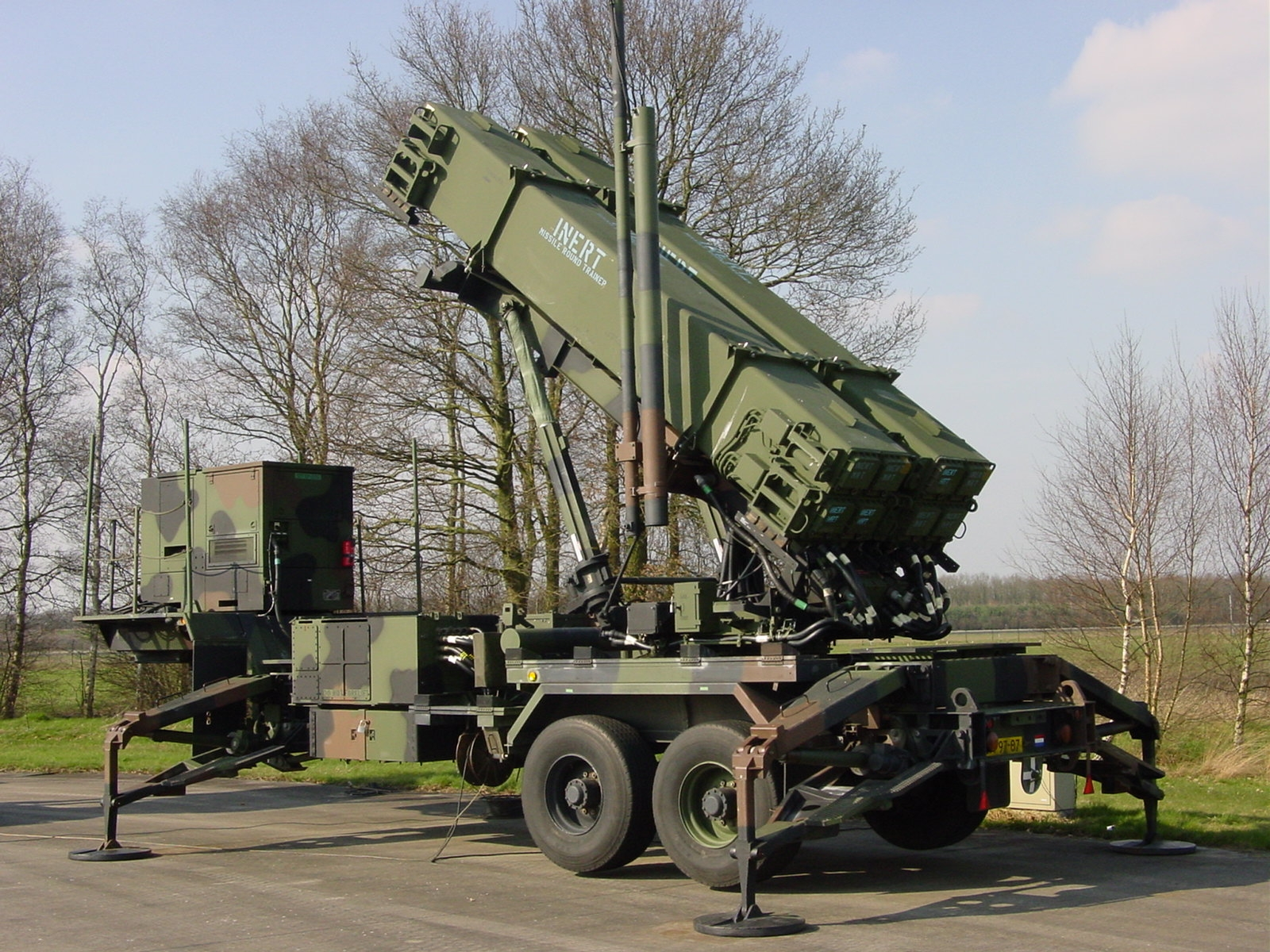
Patriot PAC-3 i nederländsk tjänst
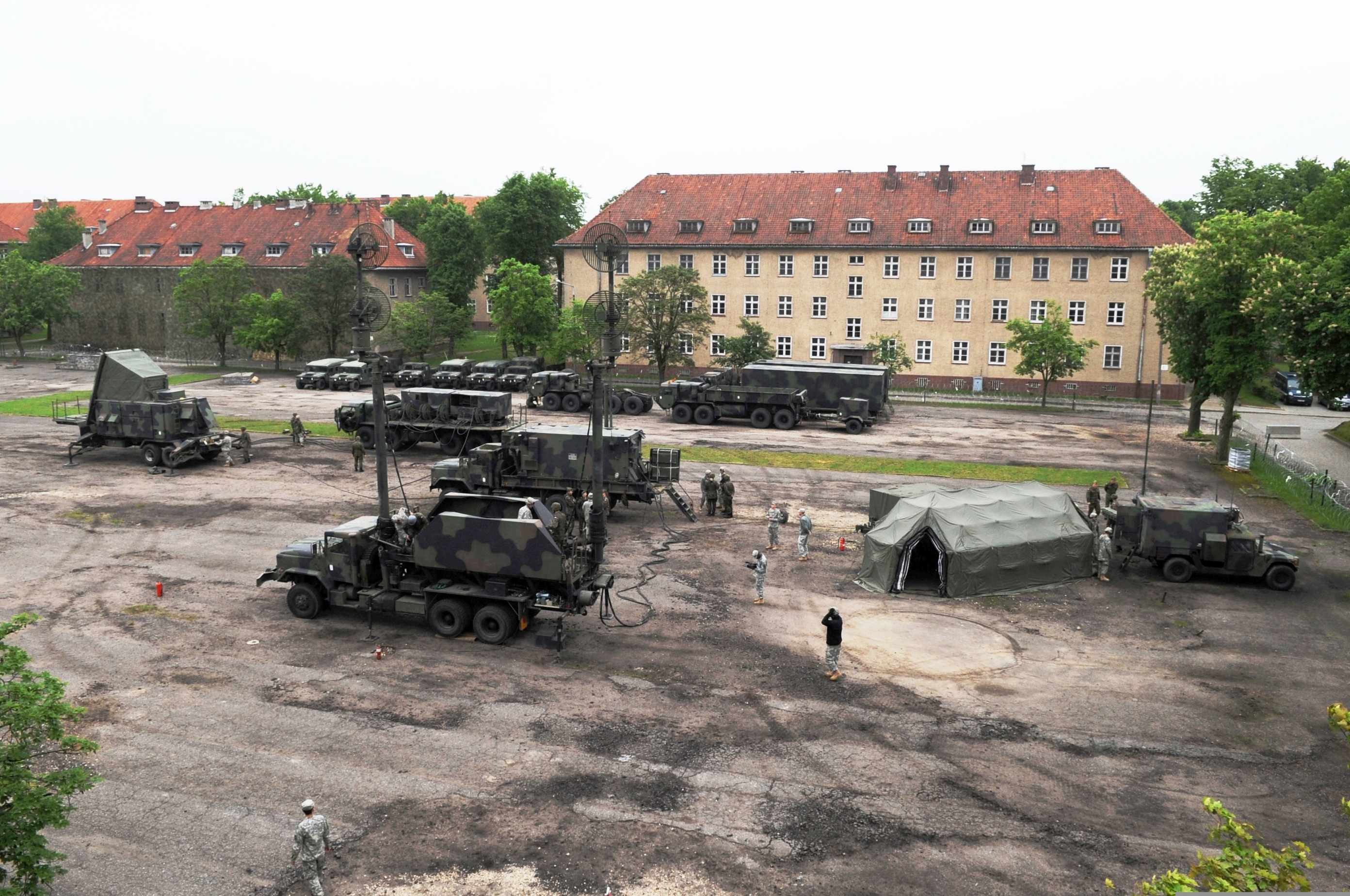
Ett amerikanskt Patriotbatteri i Polen
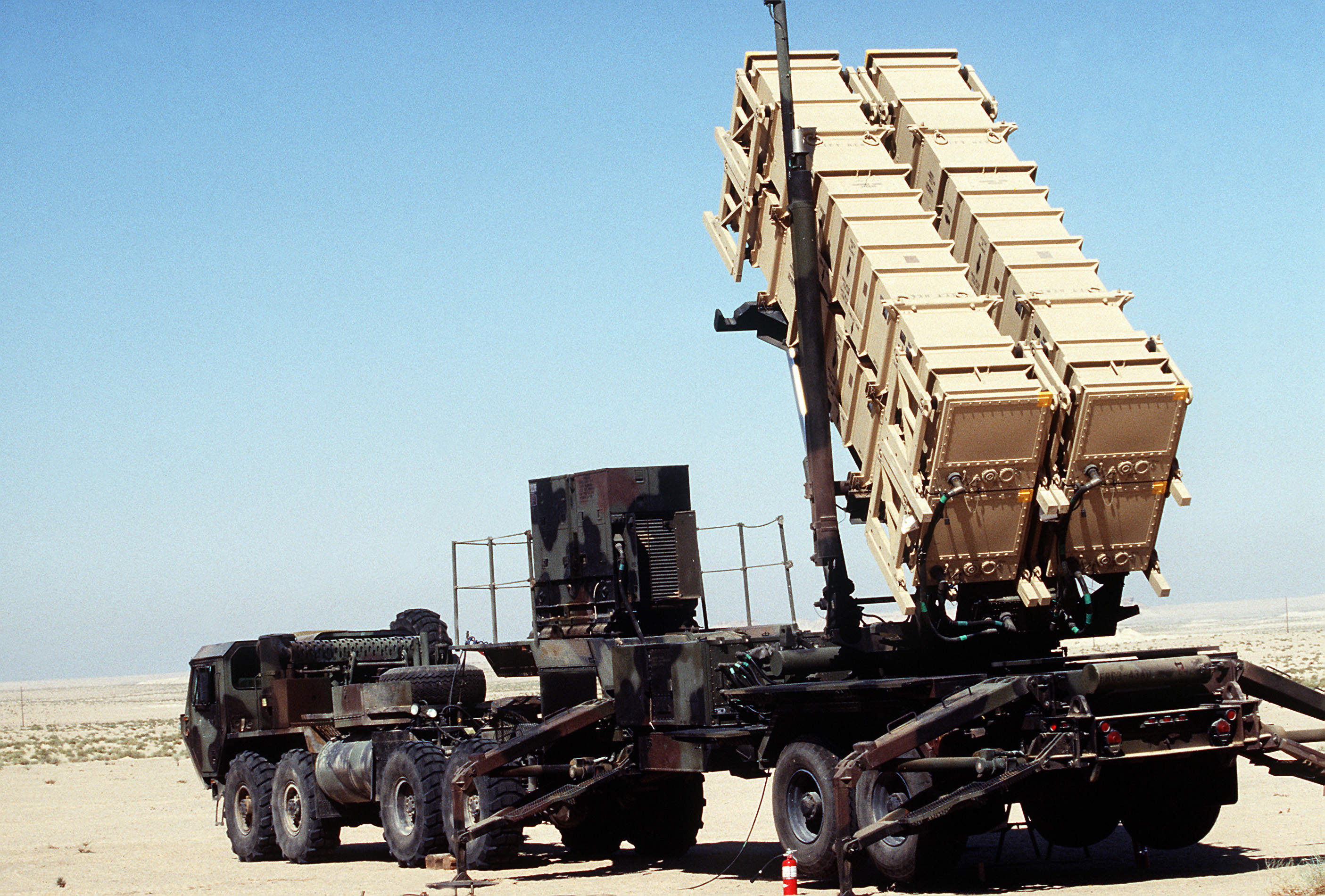
Patriot i amerikansk tjänst under Kuwaitkriget
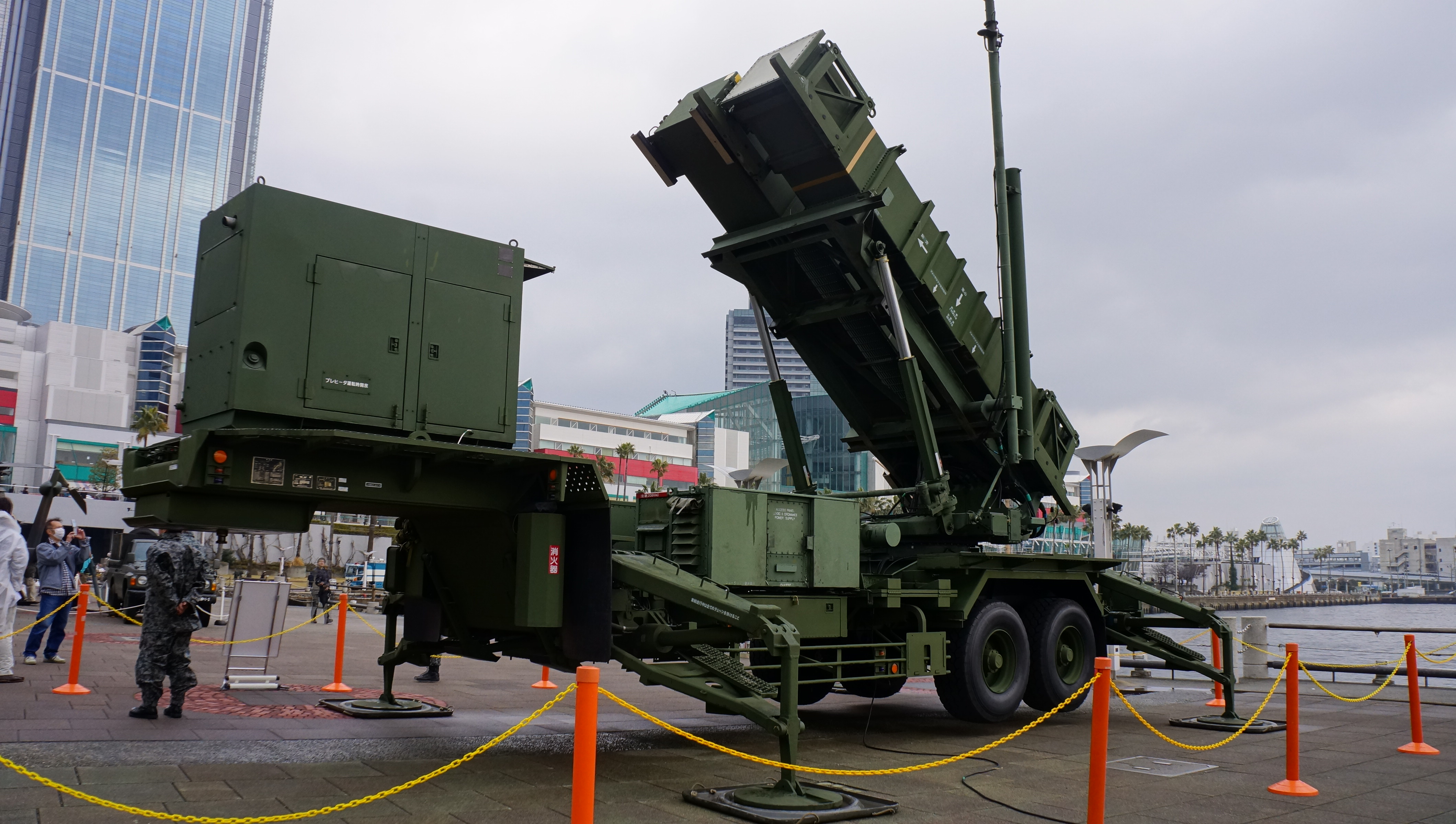
Patriot PAC-3 i japansk tjänst
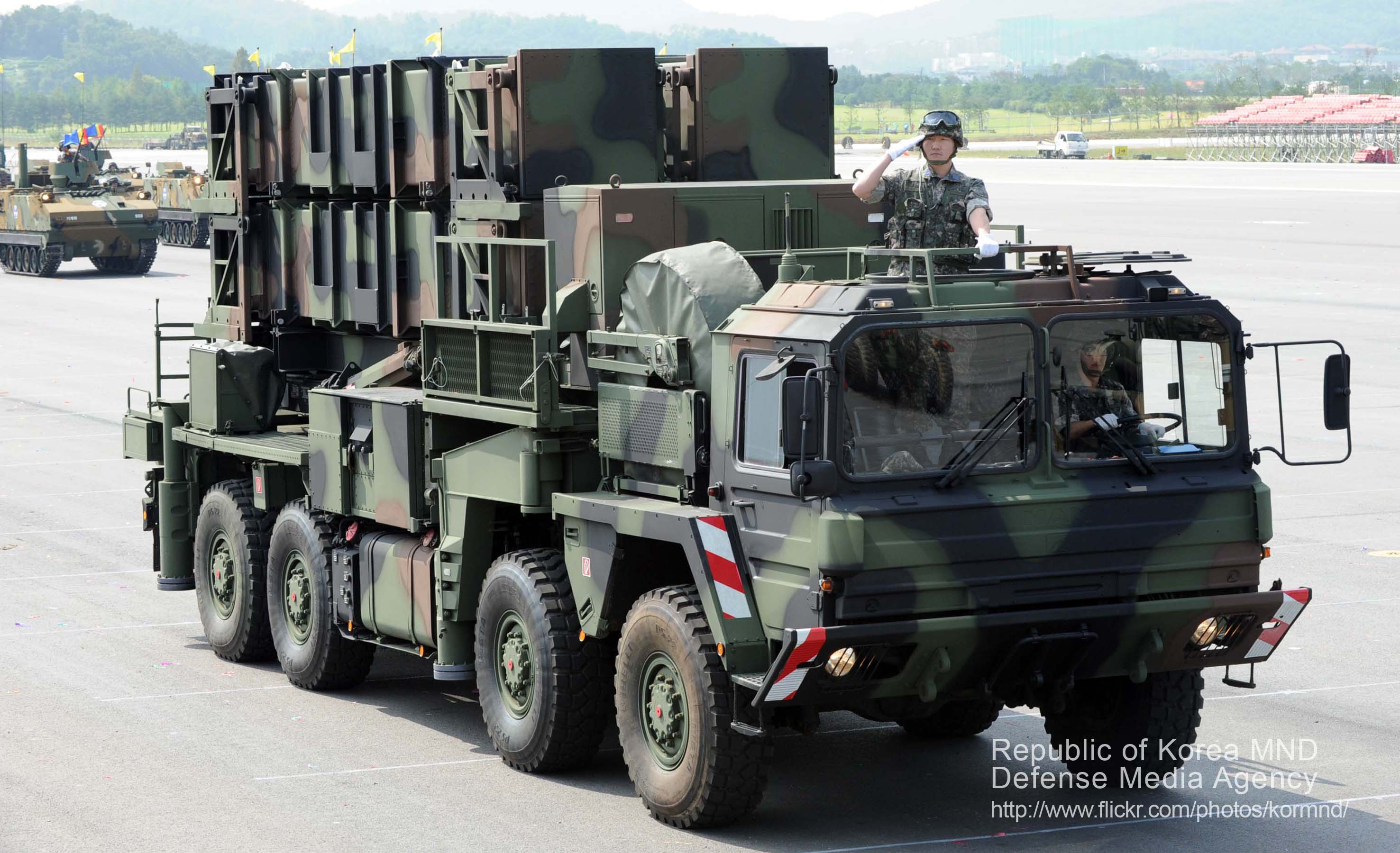
Patriot i sydkoreansk tjänst
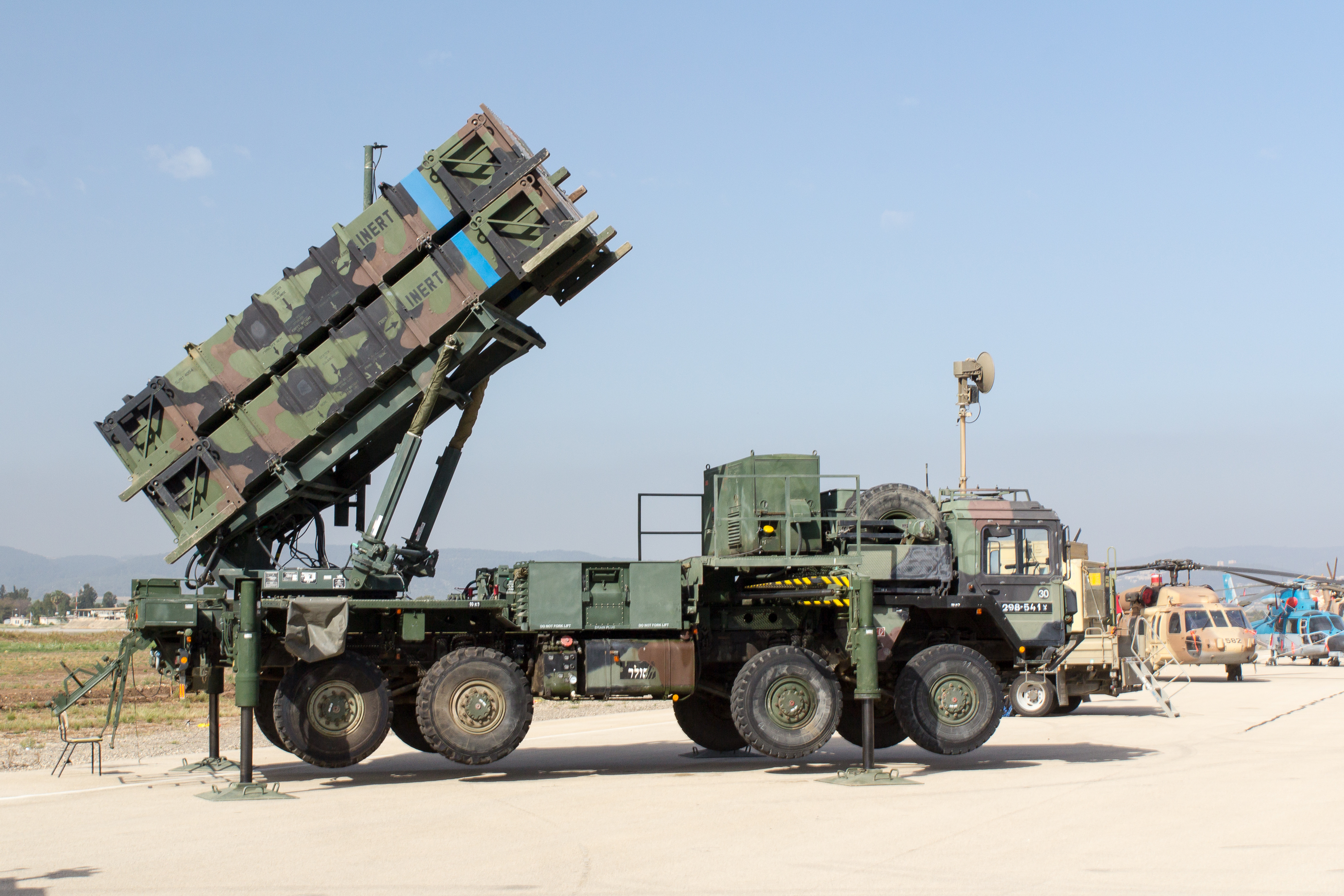
Patriot i israelisk tjänst